# Miran Pavlin
Miran Pavlin (* 8. Oktober 1971, in Murska Sobota, SFR Jugoslawien, heute Slowenien) ist ein slowenischer ehemaliger Fußballspieler.
Über die Stationen NK Triglav, Živila Naklo lernte er das Fußballspielen bei NK Olimpija Ljubljana. Mit dem Hauptstadtclub wurde der Mittelfeldspieler Meister, Pokalsieger und schaffte den Sprung in die Nationalmannschaft. In der Saison 96/97 wechselte er zu Dynamo Dresden in die deutsche Regionalliga. Mit seinen überragenden Leistungen (29 Spiele, 6 Tore), bot er sich schnell für höherklassige Vereine an. In der folgenden Saison spielte er für den SC Freiburg und stieg mit den Breisgauern in die Bundesliga auf. Nach durchwachsenen Leistungen im deutschen Fußballoberhaus wechselte er in der Winterpause 99/00 zum Karlsruher SC. Im darauffolgenden Sommer unterschrieb er beim portugiesischen Spitzenclub FC Porto, wurde dort jedoch nie glücklich. Nach der WM-Teilnahme 2002 hält er sich u. a. bei Samsunspor und Olimpja Ljubljana fit. Nach einem verschenkten Jahr zog es ihn nach Zypern zu Olympiakos Nikosia (03/04) und APOEL Nikosia (04/05).

## Erfolge und Statistiken
- Slowenischer Meister: 1993, 1994, 1995
- Slowenischer Pokalsieger: 1993, 1996
- Portugiesischer Pokalsieger: 2001

| Personendaten    | Personendaten                  |
| ---------------- | ------------------------------ |
| NAME             | Pavlin, Miran                  |
| KURZBESCHREIBUNG | slowenischer Fußballspieler    |
| GEBURTSDATUM     | 8. Oktober 1971                |
| GEBURTSORT       | Murska Sobota, SFR Jugoslawien |